# Sunset Sons
Sunset Sons je britsko-australská indie rocková hudební skupina, založená ve francouzském Hossegoru, v regionu Landes. Skupina vydala čtyři EP desky. Jejich debutové album Very Rarely Say Die bylo vydáno 1. dubna 2016. Podnikli turné ve Spojeném království, v Irsku, po Evropě a na západním pobřeží USA.
Mimo jiné spolupracovali s Imagine Dragons: byli předkapelou na jejich turné.
Jejich písně tvoří soundtrack ve fotbalovém simulátoru pro mobily a tablety Dream League Soccer 16.

## Členové
- Rory Williams (zpěv, klávesy)
- Jed Laidlawovou (bicí)
- Robin Windram (kytara, doprovodné Vokály)
- Pete Harper (bass)

## Diskografie

### Alba
- Very Rarely Say Die (Od 1. dubna 2016)

### Významná vystupení
- "Watck Your Back" je v závěrečných titulcích v Netflix show Bloodline
- "Remember" v Guitar Hero Live (listopad 2015)
- "Medicine"  v Guitar Hero Live (listopad 2015)
- "Remember" používá v Dream League Soccer 2016 (Březen 2016)